# Parafia Świętych Apostołów Filipa i Jakuba w Mystkowie
Parafia Świętych Apostołów Filipa i Jakuba w Mystkowie – parafia rzymskokatolicka, znajdująca się w diecezji tarnowskiej, w dekanacie Nowy Sącz Wschód.

## Historia parafii
Powstanie parafii w Mystkowie wiąże się z powstawaniem nowych osad i procesem kolonizacji na prawie magdeburskim. Z chwilą zakładania wsi „na surowym korzeniu” lokator wydzielał z ogólnej liczby łanów nowej osady 1 lub 2 łany ziemi na uposażenie przyszłego kościoła parafialnego. Parafia Mystków powstała z fundacji królowej Jadwigi i Władysława Łokietka w latach 1320-1326. Taki właśnie zapis zawiera Kronika Parafialna Liber Memorabilium Parochiae Mystkoviensis, w której na stronie czwartej czyta się: „założycielką kościoła w Mystkowie mogła być Królowa Jadwiga”. Dalszy zapis ze strony piątej mówi, iż „Kościół ten Mystkowski nie ma oryginalnego założenia ani innych oryginalnych dokumentów. Nie wiadomo, kiedy zaginęły”.
Parafia rozwijała się dosyć szybko. Ludność parafii w pierwszej połowie XIV w. szacuje się na 390 osób. W 1728 roku przystąpiło do komunii wielkanocnej 599 osób, zaś w 1793 roku ok. 1200; parafia zaś liczyła 1500 osób. Około 1580 roku uruchomiono szkołę parafialną.
Najstarszą budowlą okołokościelną, istniejącą do dzisiaj, jest kaplica cmentarna pw. św. Izydora zbudowana w 1790 roku, z fundacji Karola Brunickiego. Jesienią 2009 roku została odremontowana i odmalowana.
W 1813 roku ówczesny proboszcz parafii, ks. Sebastian Skrudziński, założył nowy cmentarz (obecnie nosi on miano „starego cmentarza”). Został on ogrodzony w 1844 roku przez ks. Jana Augustyniaka. W tym samym roku postawiono również kamienny krzyż cmentarny. Cmentarz został pobłogosławiony w 1845 roku przez ks. Wojciecha Komorka.
Świątynia pod wezwaniem św. apostołów Filipa i Jakuba konsekrowana przez abp. Leon Wałęga 13 czerwca 1924 roku. W ołtarzu głównym znajduje się Najświętsza Maryja Panna Niepokalanie Poczęta umieszczona  staraniem  proboszcza Jana Kuklewicza i ustanowiona Patronką Parafii Mystków dekretem Stolicy Świętej wydanym za pośrednictwem J.E. bp. dr. Michała Blecharczyka przez „Kurię Prymasowską w Warszawie Nr 5535/62 P. ad LMXVII-2/75/62 Warszawa 15.XII.1962”. Kościół zbudowany został w latach 1905-1910 staraniem ówczesnego proboszcza ks. Jana Jarzębińskiego według projektu architekta i malarza Edgara Kovatsa (1849-1912), rektora politechniki Lwowskiej, pochodzącego Karpaczowa na Bukowinie, która po II wojnie leży w Rumunii i na Ukrainie. Świątynia zbudowana jest z kamienia i cegły, kryta blachą. Duży wkład w dzieło budowy mieli sami parafianie Cieniawy, Królowej, Mszalnicy i Mystkowa. Większość materiału potrzebnego do budowy przywozili własnymi wozami zaprzęgniętymi w woły z Rosochatki. Kościół zbudowany jest w stylu neobarokowym, jednonawowy na planie krzyża, z prezbiterium zamkniętym półkoliście z dostawionymi kaplicami bocznymi. Od frontu strzelista wieża, w której znajdują się trzy dzwony wykonane w Przemyślu w zakładzie Eugeniusza Felczyńskiego o tonażu 1200 kg. Poświęcenia dzwonów dokonał 6 października 1968 roku biskup tarnowski Jerzy Ablewicz. Wnętrze kościoła pokryte jest sklepieniem kolebkowym. Polichromie wnętrza wykonał artysta malarz Zdzisław Pabisiak przy współpracy autorskiej inż. doc. Władysława Grabskiego i prof. Wiktora Zina z Krakowa. Przewodnia myśl tej polichromii to prawda wiary ze Składu Apostolskiego dziewiątego artykułu <<Wierzę w Świętych Obcowanie>>. Kościół Triumfujący, cierpiący i walczący miały być osnową polichromii. Ołtarz główny, neogotycki, datowany na około 1910 rok, wykonany w firmie Ferdynanda Stuflesera w St. Ulrich – Gröden w Tyrolu; w nim znajduje się obraz Matki Bożej Niepokalanie Poczętej – łaskami słynący, zwany też Matką Bożą Mystkowską, przeniesiony ze starego kościoła. Na zasuwie umieszczony jest obraz z wizerunkiem Świętych Apostołów Filipa i Jakuba. W oknach znajduje się 5 witraży zaprojektowanych przez Stefana Matejko, a wykonanych w firmie Żeleńskiego w Krakowie przed 1939 rokiem. Kościół otacza ogrodzenie zaprojektowane również przez prof. Wiktora Zina.
Wiosną 2008 roku został wybudowany nowy chór projektu architekta mgra inż. arch. Zygmunta Lewczuka. Prace wykonawcze zostały ufundowane i przeprowadzone przez majstra Stanisława Janusa z Mszalnicy. W latach 2008–2009 w kościele położono nową posadzkę. Prace wykonała firma kamieniarska Edwarda Poręby z podmystkowa. W 2009 roku zostały zrobione nowe jednakowe ławki przez firmę Piotra i Benedykta Kiełbasów.

## Proboszczowie
Proboszczowie, administratorzy i plebanowie parafii Mystków:
- Malchacius – pleban
- Walenty Spytkowius – pleban
- Andrzej – pleban
- Jan Dusza (ok. 1600–1605) – pleban
- Mikołaj Wakułowicz (1606–1621) - pleban
- Tomasz Gliński (1663–1683) – pleban
- ks.Wojciech Wilewski (1684–1700) – proboszcz
- ks. Paweł Kozłowski (1709–1741)
- ks. Tomasz Duszyński (III 1764–1758) – proboszcz
- ks Stanisław Pacolik (1759 – 8 X 1776) – proboszcz
- ks. Antoni Paszyński (do IX 1777)
- ks. Dionizy Krajkowski – ordynaryjny proboszcza (kapłan pomocniczy)
- ks. Marcin Witkowski (X 1777 – 10 V 1796) – doktor filozofii, kanonik honorowy, proboszcz
- ks. Wawrzyniec Cieciewiński (III 1796 – VII 1797) – posiadacz prebendy
- Sebastian Skrudziński (VII 1797 – 19 XII 1814) – proboszcz
- ks. Jan Pilszewski (XII 1814 – 1 VIII 1815) – administrator
- ks. Jan Żeglin (1 VIII 1815 – 12 VIII 1820) – proboszcz
- ks. Krzysztof Bawalski (VIII 1820 – VIII 1821) – administrator
- ks. Mateusz Frysztacki (21 VIII 1821 – 13 VII 1831) – proboszcz
- ks. Walenty Franecki (24 III 1833 – 28 X 1842) – posiadacz prebendy, następnie proboszcz
- ks. Tomasz Jaskólski (X 1842 – III 1843) – administrator
- ks. Jan Augustyniak (16 III 1843 – 3 II 1857) – proboszcz
- ks. Bartłomiej Zięciowski (XI 1856 – III 1857) – kapłan pomocniczy w czasie choroby proboszcza
- ks. Józef Pajor (III 1857 – 8 VI 1857) – administrator
- ks. Józef Sarna - Eduszczyn (8 VI 1857 – 23 XII 1887) – proboszcz
- ks. Sebastian Głodziński (23 XII 1887 – 16 III 1888) – administrator
- ks. Jan Jarzębiński (23 III 1888 – 20 IV 1923) – proboszcz
- ks. Jan Potoniec (10 XII – 13 IX 1958) – proboszcz
- ks. Franciszek Sikorski (20 IV 1923) – administrator
- ks. Jan Kuklewicz (14 IX 1957 – 6 VIII 1996) – proboszcz

- ks. Józef Głowa (1997 – 8 VIII 2020)[4]
- ks. Tadeusz Śmierciak (8 VIII 2020 – 9 VIII 2025)[5]
- ks. Krzysztof Czyżowski (9 VIII 2025 – obecnie)[6]